# 陳賓 (天順進士)
陳賓（1430年—？），字朝用，直隸常州府無錫縣人，明朝政治人物。進士出身。

## 生平
應天府鄉試第十六名。天順八年（1464年）甲申科會試第十三名，殿試登進士第三甲第六十七名。

## 家族
曾祖父陳季義。祖父陳興祖。父亲陳士名，曾任知縣。